# Пан или пропал (телесериал)
«Пан или пропал» — российский комедийный детективный телесериал, снятый по мотивам романа польской писательницы Иоанны Хмелевской «Всё красное».
Изначально являясь экранизацией романа «Всё красное», сюжет осложнён многочисленными дополнительными линиями, связанными с международной мафией. Основная канва книги сохранена: к польке Алиции, которая живёт в собственном доме в посёлке Аллеред под Копенгагеном, на празднование её именин съезжаются многочисленные друзья и родственники. Они празднуют и веселятся, но неожиданно, под конец вечеринки, одного из гостей находят убитым. В следующие дни преступник продолжает охоту на гостей дома, каждый раз придумывая новые способы нападения. Череда покушений заканчивается совершенно неожиданным финалом.

## Актёры и роли
| Персонаж                                                                   | Актёр                         | Описание                                                                                | Есть в книге                     |
| -------------------------------------------------------------------------- | ----------------------------- | --------------------------------------------------------------------------------------- | -------------------------------- |
| Иоанна Поланская                                                           | Елена Сафонова                | Главная героиня, рассказчик текста за кадром (образ автора романа Иоанны Хмелевской)    | да (с другой фамилией)           |
| Алиция Хансен (в девичестве Гавличкова)                                    | Лариса Удовиченко             | подруга Иоанны, хозяйка дома, в котором происходят события фильма.                      | да                               |
| Зося                                                                       | Татьяна Кравченко             | подруга Алиции, живёт у неё в доме с сыном Павлом                                       | да                               |
| Павлик (Павел)                                                             | Виктор Бакин                  | взрослый сын Зоси                                                                       | да                               |
| Лех (Лешек) Кшижановский                                                   | Виталий Соломин               | полковник, военный атташе Польши в Дании                                                | да                               |
| Эльжбета Кшижановская                                                      | Оксана Мысина                 | жена Лешека                                                                             | в книге — дочь, а не жена        |
| Кассиус Мбвана                                                             | Амос Азова                    | афродатчанин, приятель Эльжбеты.                                                        | в книге — белый поляк Казик      |
| Эдуард (Эдек) Новицкий                                                     | Валентин Смирнитский          | компьютерный гений, бывший ухажер Алиции                                                | да                               |
| Рой Нильсен                                                                | Александр Яцко                | датчанин, глава Клуба любителей польской словесности, этнограф                          | да                               |
| Ева Нильсен                                                                | Марина Могилевская            | жена Роя, полька.                                                                       | да                               |
| Джузеппе Грассини                                                          | Андрей Чернышов               | итальянец, любовник Евы                                                                 | да                               |
| Генрих Густавсон                                                           | Олег Шкловский                | датчанин, хозяин седьмого канала телевидения.                                           | да                               |
| Гертруда (Герда) Густавсон                                                 | Вера Новикова                 | датчанка, жена Генриха и ведущая криминальной хроники на канале TVß.                    | в книге — Анита                  |
| Супруги Владек и Марианна Яхимики                                          | Борис Клюев и Наталья Егорова | знакомые Алиции, которые «нашли себя на ниве оккультных наук». В                        | да                               |
| Болеслав (Бобусь) Жупел-Шумливчинский                                      | Николай Фоменко               | известный польский и европейский культурный деятель                                     | да                               |
| Кассиопея (Кася) Пыхтя (в девичестве Лещиньска) по прозвищу «Белая Глиста» | Алика Смехова                 | сожительница Бобуся                                                                     | да                               |
| Агнешка                                                                    | Наталья Рогожкина             | юная знакомая Алиции, в которую влюблён Павлик                                          | да                               |
| Розалинда Хансен                                                           | Татьяна Панкова               | тётка Торкиля по отцу.                                                                  | в книге носят имена Ютте и Ингер |
| Белинда Штуцер                                                             | Татьяна Панкова               | сестра-близнец Розалинды.                                                               | в книге носят имена Ютте и Ингер |
| Торстен Джонсон                                                            | Владимир Симонов              | племянник Торкиля                                                                       | да                               |
| Комиссар Ларс Мульгор                                                      | Сергей Никоненко              | полицейский                                                                             | да                               |
| Беата (Кенгуриха)                                                          | Татьяна Агафонова             | знакомая Алиции («дальняя не помню чья родственница»), эмигрировавшая в Австралию.      | да                               |
| Полицейский в доме                                                         | Михаил Бескоровайный          | оставлен Мульгором в доме Алиции на случай опасности.                                   | да                               |
| Дмитриевич (Веласкес)                                                      | Сергей Жигунов                | крупный польский преступник.                                                            | нет                              |
| Каминский                                                                  | Юрий Сенкевич                 | адвокат Веласкеса.                                                                      | нет                              |
| Станислав Вершилло                                                         | Максим Суханов                | загадочная личность                                                                     | нет                              |
| Анатоль Запольский                                                         | Павел Ремезов                 | экономический преступник                                                                | нет                              |
| Оле Свенсон                                                                | Владимир Яворский             | датчанин, бывший соратник Веласкеса.                                                    | нет                              |
| Чин Интерпола                                                              | Николай Лещуков               |                                                                                         | нет                              |
| Следователь Интерпола                                                      | Надежда Боргесани-Горшкова    |                                                                                         | нет                              |
| Корделиус                                                                  |                               | загадочный слесарь с криминальными связями.                                             | нет                              |
| Рыбарик                                                                    | Алексей Зернов                | польский театральный режиссёр, находящийся со своим театром на гастролях в Копенгагене. | нет                              |
| Ларс Андерсон                                                              |                               | чемпион Копенгагена по компьютерным играм.                                              | нет                              |
| Зрительница в театре                                                       | Марина Голуб                  |                                                                                         | нет                              |
| Агент Интерпола                                                            | Игорь Мужжухин                |                                                                                         | нет                              |
| Гонец                                                                      | Олег Заболотный               |                                                                                         | нет                              |

## Список серий
Фильм распространяется в двух версиях — «режиссёрской», оригинальной, состоящей из 12 серий по 70 минут, и созданной ввиду появления жёсткого ТВ-формата, так называемой «телевизионной», состоящей уже из 16 коротких серий по 44 минуты. Режиссёрская версия длиннее телевизионной более чем на 2 часа.

### 12-серийная версия
| №  | Название                   | Описание | Время |
| -- | -------------------------- | --- | ----- |
| 1  | «Тролли и люди»            | Дания, канун Рождественских праздников и именины Алиции. На её пригородную виллу под Копенгагеном в небольшой посёлок Аллеред прибывают друзья. | 1:06  |
| 2  | «Красное и чёрное»         | Для расследования убийства прибывает комиссар Мульдгорд.                                                                                        | 1:07  |
| 3  | «Звёзды и судьбы»          | Иоанна вспоминает, что в вечер именин Эдек передал Алиции какое-то письмо. Эльжбета рассказывает о знакомстве с негром.                         | 1:04  |
| 4  | «Капризы и раздумья»       | Отравлены Владя и Марианна. Негр очнулся. К Алиции приезжает юная Агнешка.                                                                      | 1:06  |
| 5  | «Коварство и любовь»       | Приезжает тетка Торкиля. | 1:08  |
| 6  | «Девушка и смерть»         | А ночью к Алиции нагрянули новые гости: Бобусь и Кася.                                                                                          | 1:07  |
| 7  | «Шёпоты и крики»           | | 1:05  |
| 8  | «Разум и чувства»          | Ева и Герда остаются ночевать у Алиции. | 1:07  |
| 9  | «Листы и корни»            | Убийца стреляет в Еву. | 1:08  |
| 10 | «Гордость и предубеждение» | | 1:08  |
| 11 | «Шум и ярость»             | Алиция рассказывает подругам, как много лет назад они с Эдеком были в Потсдаме.                                                                 | 1:06  |
| 12 | «Преступление и наказание» | Развязка | 1:05  |

### 16-серийный вариант
Сюжет 16-серийного варианта аналогичен. Вырезаны и укорочены некоторые сцены.
| №  | Название                   | Описание | Время |
| -- | -------------------------- | -------- | ----- |
| 1  | «Тролли и люди»            |          | 0:51  |
| 2  | «Слово и дело»             |          | 0:44  |
| 3  | «Красное и чёрное»         |          | 0:44  |
| 4  | «Звёзды и судьбы»          |          | 0:43  |
| 5  | «Коварство и любовь»       |          | 0:43  |
| 6  | «Капризы и раздумья»       |          | 0:44  |
| 7  | «Девушка и смерть»         |          | 0:43  |
| 8  | «Шёпоты и крики»           |          | 0:43  |
| 9  | «Война и мир»              |          | 0:43  |
| 10 | «Разум и чувства»          |          | 0:43  |
| 11 | «Страх и трепет»           |          | 0:44  |
| 12 | «Таланты и поклонники»     |          | 0:43  |
| 13 | «Шум и ярость»             |          | 0:44  |
| 14 | «Гордость и предубеждение» |          | 0:43  |
| 15 | «Листы и корни»            |          | 0:44  |
| 16 | «Преступление и наказание» |          | 0:43  |

## История создания
Производство студии «Пеликан». Фильм начали снимать ещё в 1996 году, вместе с другой экранизацией Хмелевской — «Что сказал покойник». Оба фильма финансировались Правительством Москвы; в частности, на «Пан или пропал» было выделено 28,86 млн рублей. Но по ряду причин съёмки были заморожены, и его удалось завершить только в 2003 году. Такая пауза в съёмках создала трудности для артистов, которым спустя шесть лет было трудно вернуться к старым образам. Об этом, в частности, сообщала исполнившая роль Евы Марина Могилевская.
Фильм снимался в Копенгагене, Праге, городе Светлогорск (Калининградская область), Выборге (сцена прыжка с парашютом), в Москве и на киностудии «Мосфильм». В Данию, в частности, актёры ездили 3 раза. Торстон Джонсон стрелял по Алиции Хансен с водонапорной башни — символа города Светлогорска. «Кровавый домик Фру Хансен» также находится в Светлогорске. В сцене, где Веласкес и чин Интерпола прыгают с парашютом, последнего играл дублёр. Во время съёмок он раскрыл руки и случайно ударил Жигунова ладонью по носу. Тот даже подумал, что нос сломался, но всё обошлось.
Телевизионная премьера состоялась в марте-апреле 2004 года.

### Актёрский состав
Создатели фильма сразу выбрали актрису на роль Иоанны — её должна была сыграть Елена Сафонова. Также было однозначно решено, что в фильме не будут играть польские актёры, как это было сделано, например, при съёмках фильма «Что сказал покойник», где главную героиню (которую тоже зовут Иоанна) сыграла полька Марта Клубович.
А вот с ролью комиссара Мульгора, наоборот, долго не могли определиться. На эту роль сначала искали актёра с европейской внешностью, а потом решили, что он должен быть ещё и узнаваем и широко известен среди народа. Этим требованиям соответствовал Сергей Никоненко. На взгляд Алексея Зернова, Сергей Никоненко сыграл в сериале необычную для себя роль, непохожую на предыдущие, «солдатско-народные». Тем не менее десятью годами раньше актёр уже сыграл очень похожий образ сыщика-интеллектуала в фильме «Дополнительный прибывает на второй путь» (1986).

### Название
Изначально фильм хотели назвать так же, как и оригинальное произведение Хмелевской — «Всё красное». Но затем, по собственным утверждениям, создатели сериала решили, что это будет вызывать ассоциации с политикой. Название «Пан или пропал» Зернов объясняет так: «…А у нас есть прекрасная присказка „Пан или пропал“: И к делу относится, и ведь у нас в картине все панове, поляки. Правда, есть ещё датские герры…»
«Российская газета», однако, пишет, что поменять название потребовала сама писательница после тестового показа, это подтверждается её мемуарами (см. ниже). В титрах в итоге стоит, что фильм создан «по мотивам» романа.

## Художественные особенности
Режиссёр фильма Алексей Зернов определяет жанр фильма как иронический детектив. Также он относит фильм к «жанру трёпа» — большую часть времени персонажи разговаривают. Сергей Жигунов позже говорил, что «мы были первыми, кто снял женский иронический детектив».

### Отличия от книги
В целом сериал радикально отличается от литературной первоосновы. Весь сюжет, по сути, вышел полной альтернативой книги, от которой в сериале остались лишь имена, место действия и основная завязка. Продюсер Сергей Жигунов признаётся, что с книгой обошлись «жесточайшим образом».
Создатели фильма, в том числе Сергей Жигунов и сценарист и режиссёр Алексей Зернов учли тот факт, что за почти 30 лет с момента выхода книги (1974) мир сильно изменился. Поэтому при написании сценария в сюжет были внесены некоторые изменения, свидетельствующие о том, что действие происходит в конце XX века. Так, герой Виталия Соломина Лешек Кшижановский в первой серии упоминает о предстоящем вступлении Польши в НАТО, а в сюжет включены герои, которых не было в книге.
- Фамилия главной героини стала Поланская, в то время как в книге Хмелевская ввела себя под настоящим именем.
- В книге Герда зовётся Анитой и она не телеведущая, а просто журналистка, и не датчанка, а полька.
- Сильно изменены причины, по которым хотят убить Алицию. В сериале к этому причастна международная мафия, в книге — просто случайная встреча за границей, о которой Алиция до последнего момента даже не вспоминает. В целом финал в сериале не имеет ничего общего с книжным, но основной мотив преступления сохранён, и персонаж, который является убийцей — тот же.
- Лешек и Эльжбета Кшижановские в книге отец и дочь, а не муж и жена.
- Роман Иоанны с инспектором Мульгором и подробности сюжетной линии Дмитриевича/Веласкеса (которой посвящена значительная часть каждой серии) присутствуют только в сериале.
- В сериале выясняется, что Торстен не тот, за кого себя выдаёт, и имеет прямое отношение к центральной сюжетной линии. В книге Торстен действительно является племянником Алиции со стороны датских родственников и в сюжете является лишь персонажем второго плана. Соответственно, любовная линия между ним и Алицией тоже присутствует только в сериале.
- В сериале убийца стреляет в Еву гарпуном, когда она моется в душе. В книге убийца наносит удар ножом, когда она спит.
- В книге Белая Глиста и Бобусь так и не попадают в больницу. Взрыв в стеклянной горке не причиняет Бобусю вреда, потому что он ниже ростом, чем Алиция, и взрыв проходит над головой, а удар током Белой Глисты в книге отсутствует и вовсе.
- В книге Эдека убивают ударом кинжала в спину, а сам кинжал позже выброшен убийцей в неизвестном месте. В сериале Эдека закололи ритуальным шаманским гарпуном в шею сзади, практически сквозь спинку кресла.
- В сериале используется множество польских названий и фамилий известных личностей — для создания колорита. Особенно много их в шутках, которые понятны только русским. Например, словосочетание «подарить варшавскую бабу» (так называемый пудинг по-польски) или «Польша, НАВЕРНОЕ, не самая большая страна» (в тосте)… Это адаптация к российскому зрителю.
- Адаптация к российскому зрителю видна в многочисленных противопоставлениях «славянского» и европейского менталитета, образа жизни. Одна из любимых тем россиян — противопоставление себя европейцам и попытка увидеть наши преимущества в том, что европейцы считают нашими недостатками.
- Генрих в сериале лысый, в книге — блондин. В финале книги Иоанна упоминает об этом, как об одной из причин формирования личности убийцы.
- Название книги «Всё красное» — отсылка к сцене убийства Эдека. В книге один датский родственник Алиции дарит ей на именины торшер красного цвета, и собравшиеся гости решают «обмыть» его, усевшись вокруг. Свет от торшера падает вниз, и все видят лишь ноги друг друга, освещённые красным цветом. В этот момент убивают Эдека, но никто не видит убийцу, потому что на террасе темно. В сериале торшер не играет никакой роли в ходе убийства.
- Добавлено несколько масштабных сцен, которых не было в книге — отказывают тормоза у машины, в которой едут Алиция с Торстеном, и машина Герды застревает на железнодорожном переезде. Авария с Торстеном есть и в книге, но там она разворачивается по другому сценарию. Алиция отдаёт свою машину Торстену, чтобы тот съездил на ней на заправку. В пути выясняется, что у машины нарушено управление, из-за чего Торстен врезается в бензовоз, однако его выбрасывает из машины, и он остаётся жив. Выясняется, что убийца вывел машину из строя, потому что Алиция никому не давала на ней ездить, и он был уверен, что и в этот раз за рулём будет сидеть она.
- Добавлена сюжетная линия, показывающая, как несостоявшиеся жертвы проводят свой досуг в больнице. В книге только говорится, что их жизнь вне опасности, и больше они в сюжете не фигурируют.
- Несчастная любовь Эльжбеты Касиус Мбвана в книге звался просто Казик, и он не был негром. Лешек, будучи отцом Эльжбеты в книге, не закатывает ей сцену ревности.
- В фильме Марианна и Владя травятся на глазах у Алиции и Зоси с Павлом. В книге яд, который они принимают, является медленно действующим, и пару обнаруживают только утром.
- В книге Эльжбета не попадает в больницу. Столкновение с машиной, за рулём которой сидит убийца, не наносит ей серьёзных травм.
- В книге Лешек и Генрих после первого следственного эксперимента больше не появляются в сюжете, так как Иоанна все время видела их ноги и обеспечила им полное алиби.

### Оформление титров
Начальные титры оформлены в «карточном» стиле: изображения персонажей и сыгравших их актёров оформлены в виде игральных карт, а в логотипе фильма и для иллюстрации названия серии применяются карточные символы, такие как бубны, трефы и т. д. Завершающие титры идут на фоне замедленного видео в голубоватых тонах, на котором персонажи фильма едут на велосипедах по набережной моря. При этом играет песня «Co cie czeka» (музыка Г. Канчели, текст А. Хайдарова), которую поёт Барбара Брыльска.

## Награды и номинации
В 2004 году последняя киноработа Виталия Соломина была посмертно отмечена премией «ТЭФИ» в категории «За лучшую мужскую роль в телевизионном фильме/сериале».

## Критика и отзывы
По словам создателей сериала Иоанна Хмелевская была потрясена (в хорошем смысле, как поясняет Алексей Зернов) тем, как создатели фильма изменили сюжет исходного произведения. Во время просмотра она била Жигунова кулаком по спине и восклицала «Холера ясна!»
В автобиографии Хмелевская, однако, пишет: «…русским пришла в голову одна дьявольская идея. В Москве решили снять фильм. Даже два. Точнее говоря, это должны были быть телесериалы. После долгих и сложных переговоров русские купили права на две книги: „Что сказал покойник“ и „Всё красное“. Из-за романа „Всё красное“ Марта (подруга Хмелевской режиссёр Марта Венгель) рыдала день и ночь, потому что больше жизни сама хотела снимать по этой книге фильм, особенно после того, как лично познакомилась с Алицией, но наши киношные начальники как-то презрительно покрутили носами, поэтому Россия выиграла. Съёмки начались с бешеным размахом, сначала начали снимать „Что сказал покойник“ (…) Я получила известие, что оба фильма готовы, и меня приглашают на премьеру. (…) Сидя в просмотровом зале, я с самого начала с бешеным интересом назойливо допытывалась, кого я вижу на экране и что в фильме вообще творится? Кто все эти люди, что происходит? (…) Очень быстро всё это стало мне абсолютно безразлично. О чём был фильм, я до сих пор не понимаю. (…) . От книги „Всё красное“ там ровным счётом ничего не осталось. То, что творилось на экране, заставило меня усомниться, что мы смотрим фильм по моему роману. (…) Видя моё замешательство, продюсер чуть позже и с некоторой неохотой раскрыл нам тайну чудовищного зрелища. В процесс съёмок якобы вмешались вышестоящие лица, требуя от продюсера растянуть материал на шестнадцать серий. Продюсер согласился, почему бы и нет, только вот он решил создать собственное произведение, для которого роман „Всё красное“ подходил, как медведю саксофон. (…) Сняли картину — ну и молодцы, только что общего фильм имеет с моей книгой? Появилась проблема — если убрать из титров упоминание обо мне и моей книге, неизбежно придётся отвечать за плагиат. Какие-то мелочи из романа в фильме остались, хотя мне их и не показали — это заняло бы слишком много времени. Тут-то и вылезло шило из мешка. Прекрасно отдавая себе отчёт, что его творение с моим романом имеет весьма мало общего, продюсер испугался, что не может поставить мою фамилию и, соответственно, его заставят сменить название фильма. А если учесть, какие замечательные чувства питает ко мне русский читатель, потеряв меня, он теряет все шансы на успех своего творения… Я искренне считаю, что у этой кинокартины и так не могло быть никаких шансов на успех, даже если бы под ней подписались Пушкин, Алистер Маклин и Агата Кристи». При этом сериал «Что сказал покойник», где тоже было достаточно много отсебятины, писательнице понравился.
Рецензент «Российской газеты» писал: «фирменная ирония Хмелевской местами доведена до откровенного гротеска. Тот самый случай, когда хочется не только играть в угадайку со своими близкими по поводу потенциального душегуба, но и расшифровывать пародии на политические и киношные штампы, старые и новые заблуждения. И вместо камерной истории в двойном замкнутом пространстве виллы и старушки — Дании зритель получил самый настоящий боевик, который, однако, запомнится не прыжками с небоскрёба и не стрельбой по телефонным будкам, а потрясшей Копенгаген слёзной историей об отравлении кошки с пожизненным заключением для злодея. (…) Фильм вообще получился на удивление репризным. При том, что „Пан или пропал“ если и комедия, то, безусловно, „чёрная“». «Вечерняя Москва» хвалила сериал за преодоление камерности книги и репризы актёров.

## Съёмочная группа
- Продюсер: Сергей Жигунов
- Режиссёр: Алексей Зернов
- Сценарий: Алексей Зернов, Иван Попов
- Оператор: Виктор Шейнин
- Художник-постановщик: Леван Лазишвили
- Художник по костюмам: Лариса Лебедева
- Композитор: Гия Канчели
- Постановщик трюков: Игорь Новоселов